# Oleg Bryjak
Oleg Bryjak (in ucraino Олег Брижак?; Jezkazgan, 27 ottobre 1960 – Prads-Haute-Bléone, 24 marzo 2015) è stato un baritono kazako naturalizzato tedesco.

## Biografia
Nato durante il periodo sovietico in Kazakistan da una famiglia di origini ucraine, nel 1990 si aggiudicò il secondo premio della International Sylvia-Gesty Competition a Stoccarda, in Germania. Fra il 1991 e il 1996 fu sotto contratto con la Karlsruhe Staatsoper esibendosi ne Il barbiere di Siviglia nel ruolo di Bartolo, ne L'elisir d'amore nei panni di Dulcamara, ne La forza del destino come Fra Melitone e, fra gli altri numerosi ruoli, nei panni di Boris Ismailov nel Lady Macbeth di Mtsensk.
Dal 1996 Bryjak era membro del complesso musicale della Deutsche Oper am Rhein di Dusseldorf, in Germania, dove si era esibito nel Don Giovanni, nell'Hansel und Gretel, nel Falstaff, nel Rigoletto, nell'Aida, nel Parsifal, nell'Otello e in altre opere di grande rilievo.
Dal 1998 era poi apparso alla Wiener Staatsoper, all'Opera di Chicago, alla Royal Albert Hall di Londra e, nel 2004, nella edizione televisiva della Baden-Baden Festspielhaus. Cantò ad Amsterdam, Tokio, New York e Los Angeles in diversi ruoli.
È morto il 24 marzo 2015, all'età di 54 anni, assieme alla collega Maria Radner, contralto tedesco, nella tragedia occorsa al volo Germanwings 9525 in Francia mentre rientravano da una esibizione al Gran Teatre del Liceu di Barcellona dove avevano cantato nell'opera Sigfrido di Wagner.